# Márcio da Farmácia
Márcio Paschoal Giudicio (Reginópolis, 17 de junho de 1967), mais conhecido como Márcio da Farmácia, é um farmacêutico e político brasileiro, filiado ao Podemos (PODE).
Atualmente exerce o cargo de deputado estadual pelo estado de São Paulo, eleito em 2018 com 44.969 votos.